# Václav Velvarský
Václav Velvarský (25. prosince 1894 Praha, Rakousko-Uhersko – 19. dubna 1970) byl český architekt a projektant.

## Dílo
Mezi Velvarského díla se řadí domy:
- Hořice, vojenská invalidovna[4]
- Praha, Milady Horákové 123/298[5]
- Praha, Na Valech 32/45[5]
- Praha, Na Valech 34/46[5]
- Praha, Na Truhlářce 1459/5[6]

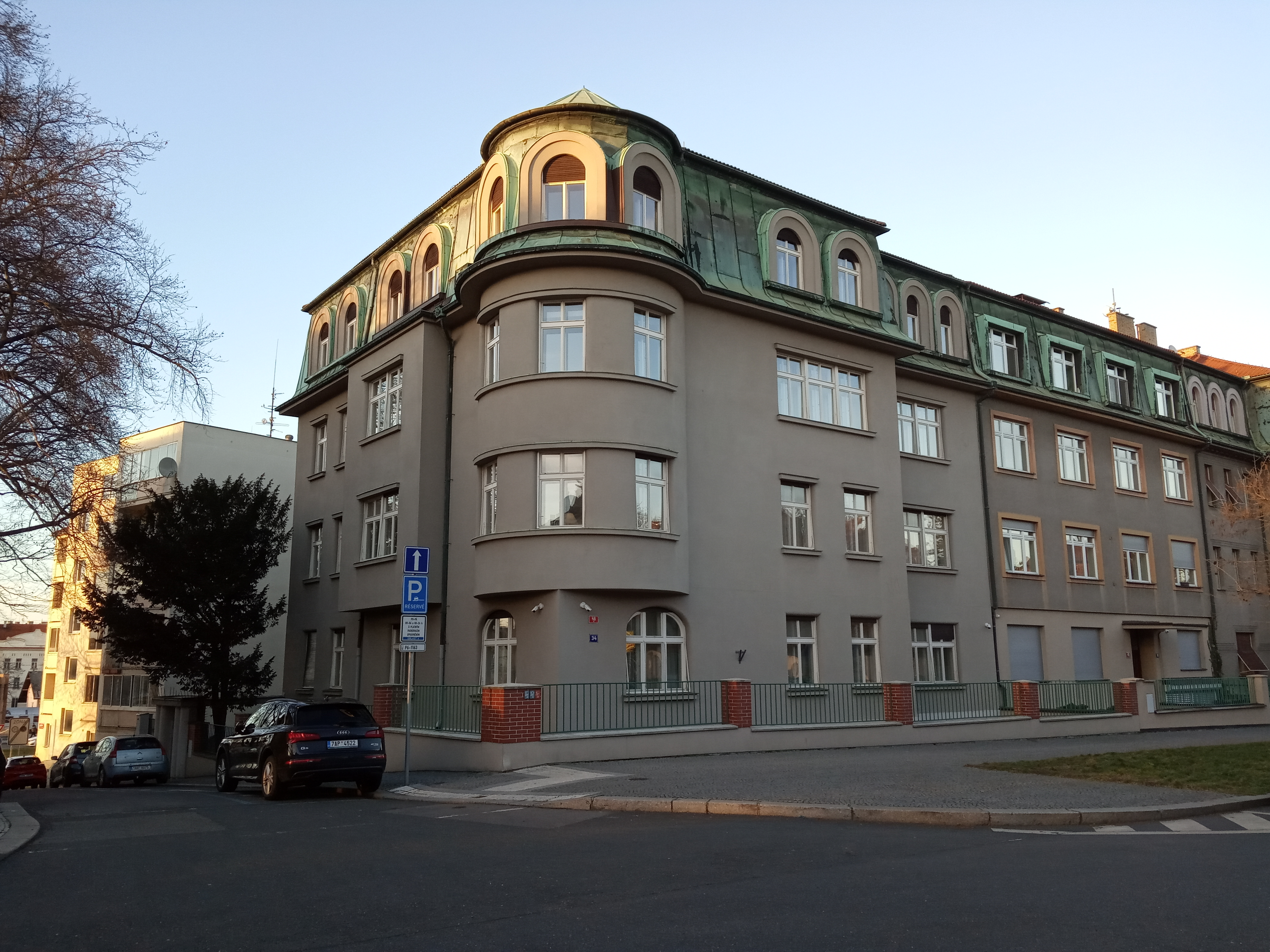
Domy číslo 34 (vlevo) a 32 v pražské ulici Na Valech

- Praha, Opletalova 919/5 – v letech 1930 až 1992 sídlo České tiskové kanceláře (ČTK)[4]
- Broumov, Smetanova 159